# Jim Lea
Jim "Jimmy" Lea, född 14 juni 1949 i Wolverhampton, West Midlands, är en brittisk musiker som var basist, pianist och violinist (och stundom även gitarrist och sångare) i glamrockbandet Slade. Han har även utgivit ett soloalbum, Therapy (2007).